# Ferrocarril por cable

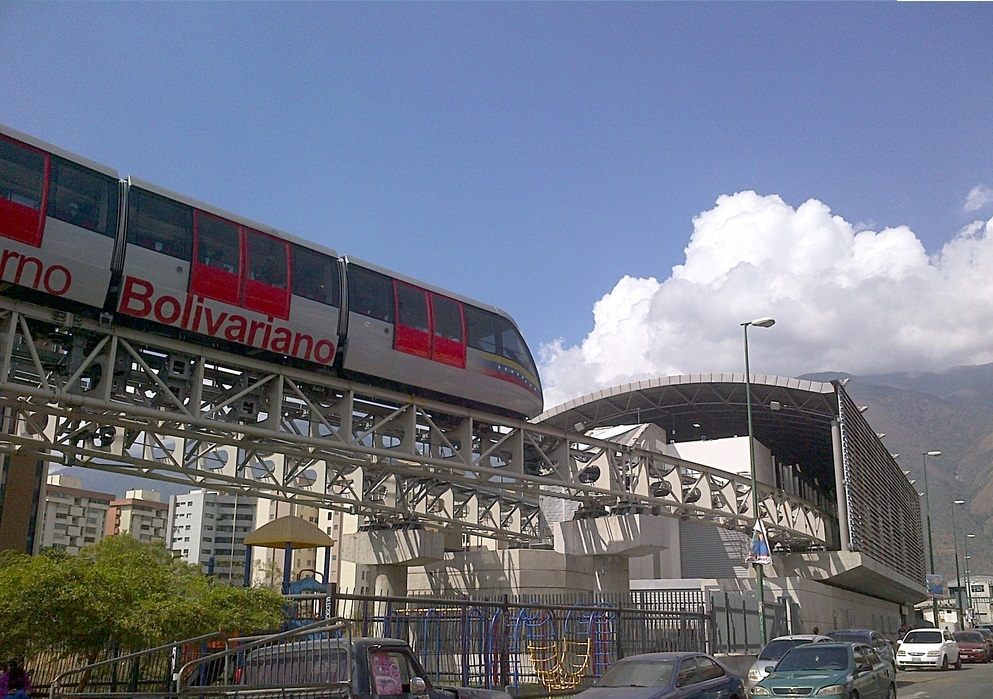
Cabletrén prestando servicio comercial en la ciudad de Caracas Venezuela. El Cabletrén es un sistema único en su tipo en Latinoamerca.

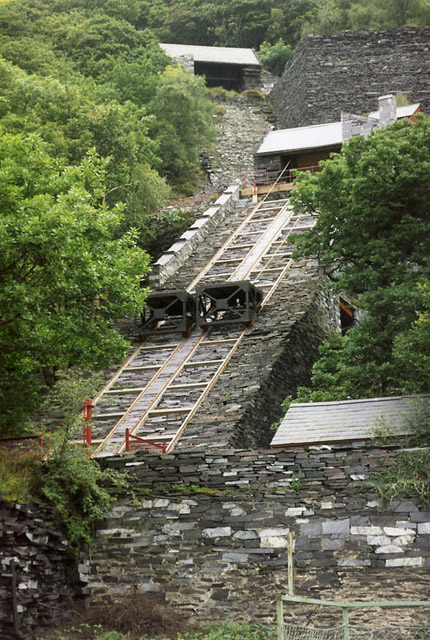
La rampa del Trwnc en la cantera Vivian muestra dos plataformas sobre ruedas, permanentemente unidas a los cables de tracción. Vagonetas cargadas de pizarra eran situadas sobre la parte superior horizontal de estas plataformas para viajar a lo largo de la pendiente

Un ferrocarril por cable es un tipo de ferrocarril que utiliza un cable, cuerda o cadena para transportar trenes. Es una clase específica de transporte por cable, que se caracteriza por utilizar vías sobre carriles y por emplear un sistema de tracción por cable que permite prescindir de locomotoras. 
El uso más común de un ferrocarril por cable es mover vehículos en una pendiente pronunciada, demasiado empinada para poder utilizar locomotoras convencionales. Esta forma de ferrocarril por cable es a menudo llamada una rampa o plano inclinado. Un tipo común es el funicular, un ferrocarril de pasajeros en un recorrido aislado, donde los coches están unidos permanentemente al cable. En otros sistemas, los vagones se conectan y se separan de los  extremos del cable, o incluso se transportan sobre plataformas. Algunos ferrocarriles por cable no están fuertemente inclinados, y a menudo se usan en grandes instalaciones (como puertos, plantas industriales o canteras) para mover largas composiciones de vagones a distancias relativamente cortas, sin necesidad de utilizar locomotoras. 

## Historia

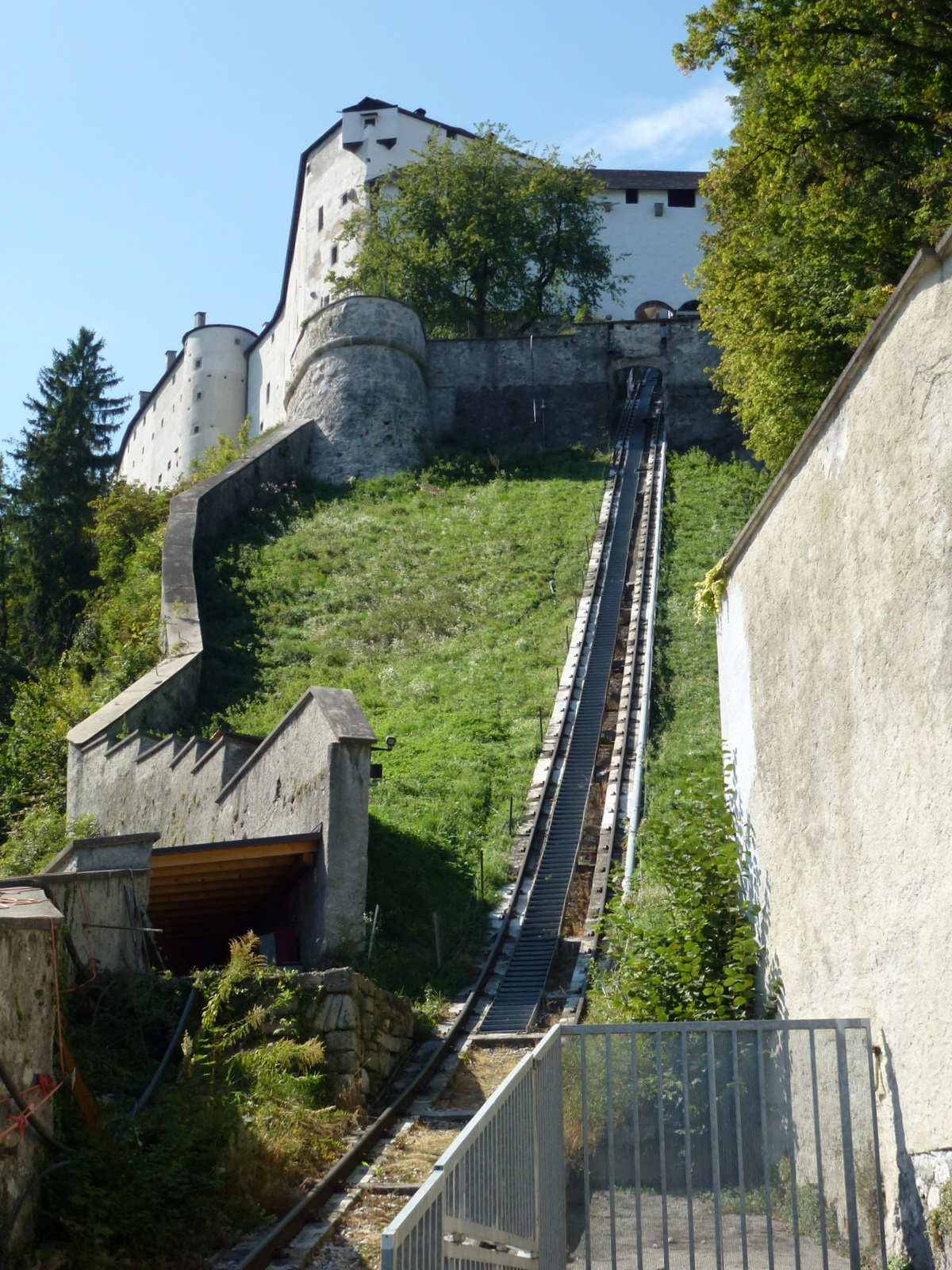
Reisszug (año 2011)

El ferrocarril por cable más antiguo que se conserva es probablemente el Reisszug, una línea privada de funicular que proporciona acceso a la Fortaleza de Hohensalzburg en Salzburgo, Austria. Fue documentado por primera vez en 1515 por el cardenal Mateo Lang de Wellenburg, quien se convirtió en arzobispo de Salzburgo. La línea originalmente usaba rieles de madera y una cuerda de transporte de cáñamo, y era operada por energía humana o animal. Actualmente, dispone de rieles y cables de acero, y de un motor eléctrico, aunque la línea sigue la misma ruta a través de las fortificaciones del castillo. Esta línea se cita generalmente como el funicular más antiguo del mundo.
En los primeros días de la Revolución Industrial, varios ferrocarriles utilizaron el transporte por cable con preferencia a las locomotoras, especialmente con pendientes pronunciadas. El Ferrocarril de Bowes, en las afueras de Gateshead, se inauguró en 1826. Hoy en día, es el ferrocarril por cable de ancho internacional (1,435 m) todavía en servicio más antiguo del mundo. El Ferrocarril de Cromford y High Peak se inauguró en 1831, con pendientes de hasta 1/8. Incluía nueve planos inclinados: ocho funcionaban con motor, y uno era operado por un tiro de caballos. Todavía se conserva la casa del motor del cabrestante, con la antigua máquina de vapor en su interior, en la cima de la pendiente de Middleton Top, que se todavía se utiliza ocasionalmente en demostraciones públicas para transportar vagones. El Ferrocarril de Liverpool y Mánchester se inauguró en 1830 con un tramo remolcado por cable, con una pendiente de 1/48 hasta el muelle de Liverpool. Originalmente fue diseñado para el transporte por cable hacia arriba y hacia abajo en las rampas del 1% existentes en Rainhill, en la creencia de que el transporte utilizando locomotoras era impracticable con estas pendientes. Las pruebas de Rainhill demostraron que las primeras locomotoras de vapor podían salvar sin problemas pendientes del 1 %. 
En 1832, se abrió la rampa de Bagworth, con una inclinación de 1/17. Situada en la Línea de Leicester a Burton upon Trent, se rodeó en 1848. El Ferrocarril de Brampton se reconfiguró en 1836, incluyendo un plano inclinado compensado por gravedad entre Kirkhouse y Hallbankgate. Tenía una pendiente máxima de 1/17. Los trenes de mineral eran remolcados a lo largo de la rampa después de 1840 por la locomotora Rocket de Stephenson. El 20 de julio de 1837, se abrió la rampa de Camden, entre Euston y Primrose Hill en el Ferrocarril de Londres y Birmingham.
El ferrocarril "A Pit", impulsado por gravedad, funcionó entre 1831 y 1846 para dar servicio a la mina de carbón de la Australian Agricultural Company. Se construyeron otras dos instalaciones, "B Pit"  (en 1837) y "C Pit" (a mediados de 1842). Todos eran trayectos privados de la misma empresa.

## Rampas
La mayoría de las rampas se instalaron en entornos industriales, principalmente en canteras y minas, o para enviar mercancías a granel sobre una barrera montañosa, como el Ferrocarril Allegheny Portage y el ferrocarril alimentador de Ashley Planes, concebidos para enviar carbón desde el Canal de Pensilvania / Susquehanna a través de Mountain Top hasta el Canal de Lehigh en la cuenca del río Delaware. 
La industria de la pizarra de Gales hizo un uso extensivo de los trenes remontados por gravedad y por contrapesado con agua para conectar las galerías de las canteras y las cámaras subterráneas con las fábricas donde se procesaba la pizarra. Ejemplos de rampas con grandes pendientes se localizan en las canteras que alimentan el Ferrocarril de Ffestiniog, el Ferrocarril de Talyllyn y el Ferrocarril de Corris, entre otros. 
Los Planos de Ashley se utilizaron para transportar cargas pesadas sobre la divisoria Lehigh-Susquehanna durante más de cien años, y se volvieron antieconómicas solo cuando las locomotoras usuales se volvieron lo suficientemente pesadas y potentes como para transportar mucho más rápido que las rampas cargas desde un acopio a otro, incluso si la ruta indirecta de menor pendiente incrementaba el kilometraje. 

### Operación

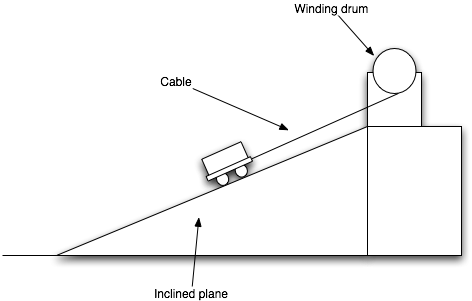
Esquema de un ferrocarril por cable

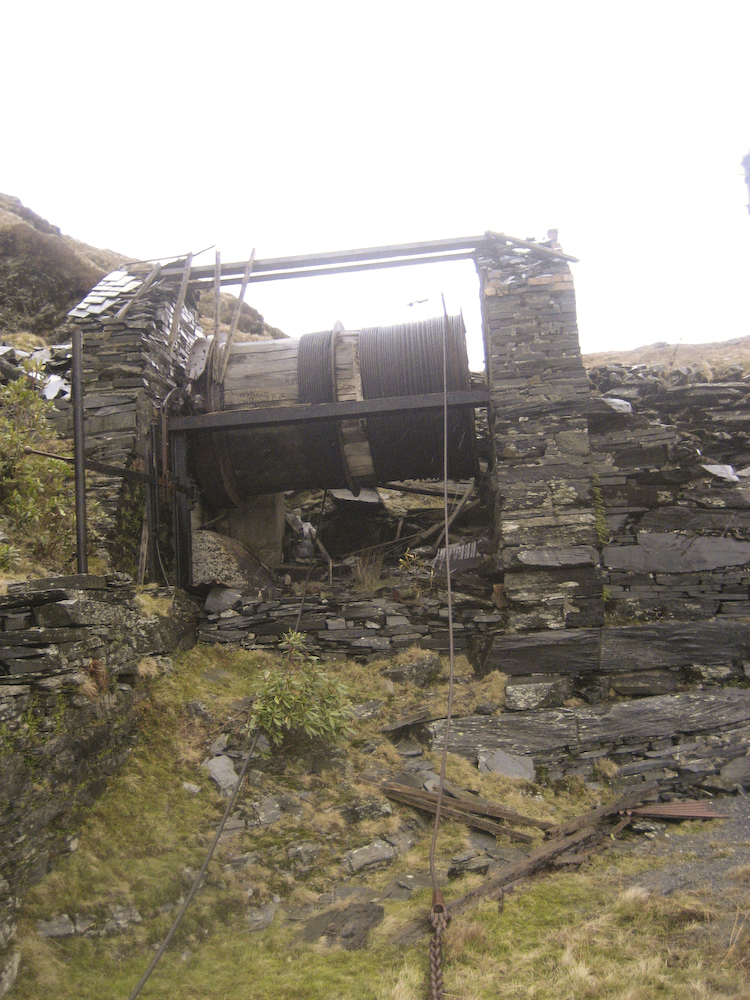
Los restos de la casa del cabrestante en la cabecera del Tranvía Rhiwbach No. 2, en el año 2007

Las vías de acceso a una rampa de gran pendiente son prácticamente horizontales, para permitir que los vagones se muevan con facilidad hacia y desde la pendiente, ya sea individualmente o en enganches cortos de dos o más unidades. 
En la pendiente misma, las vías pueden estar entrelazadas (superpuestas en algunos tramos) para reducir el ancho del terreno necesario para su instalación. Esto requiere el uso de una vía de guantelete: ya sea una vía única de dos raíles, o una vía de tres raíles donde los trenes comparten un raíl común. En el centro de la pendiente se localiza una vía de paso para permitir que los trenes ascendentes y descendentes se crucen entre sí. 
Los trabajadores ferroviarios conectan el cable al vagón superior y lo desconectan cuando llega al otro extremo de la pendiente. En general, se utilizan acoplamientos de seguridad para fines especiales en lugar de los acoplamientos de vagón ordinarios. Los cables pueden guiarse entre los raíles en la pendiente por una serie de rodillos para que no pasen a través de los carriles, donde las ruedas de los vagones los dañarían. 
Ocasionalmente, las rampas se usaban para mover locomotoras entre distintos niveles, pero este tipo de operaciones eran relativamente raras, ya que normalmente era más barato disponer de una flota separada de locomotoras a cada lado de la pendiente, o accionar los trenes hacia las rampas con caballos. 
En los primeros ferrocarriles, las rampas dotadas de sistemas de cables también se usaron en algunas líneas de pasajeros. 

### Controles
La velocidad de los vagones generalmente se controlaba mediante un freno que actuaba sobre el tambor del cabrestante en la parte superior de la pendiente. El cable pasaba alrededor del tambor varias veces para asegurar que hubiera suficiente fricción, de forma que el freno desacelerase la rotación del tambor, y por lo tanto los vagones, sin que el cable se deslizase.
En la parte superior de la pendiente se empleaban varios dispositivos para garantizar que los vagones no comenzaran a descender antes de que se conectaran al cable. Estos iban desde simples trozos de roca encajados detrás de las ruedas de los vagones, hasta calzos instalados permanentemente que se sincronizaban mecánicamente con el sistema de frenado de tambor. En la cantera Maenofferen se instaló un sistema que elevaba una sección corta del carril en la cabecera de la pendiente para evitar fugas.
El funcionamiento de una pendiente generalmente era controlado por el operario del freno, ubicado junto al cabrestante. Se utilizó una variedad de sistemas para comunicarse con los trabajadores en la parte inferior de la pendiente, cuyo trabajo consistía en conectar y desconectar los vagones del cable de tracción. Uno de los métodos de comunicación más comunes era un simple sistema de timbres eléctricos.

### Desvíos
Los ferrocarriles de cable a menudo se usaban dentro de las canteras para conectar niveles de trabajo. A veces, un solo sistema de cable abarcaba múltiples niveles, lo que permitiría mover los vagones entre los niveles más lejanos en un solo traslado. Para acomodar niveles intermedios, se utilizaron desvíos para permitir que los vagones salieran y se unieran al sistema de cableado a lo largo de su longitud. Se utilizaron varios métodos para lograrlo.
Una disposición utilizada en la cantera Dinorwic se conocía como el método de "lastre". Esto implicaba una rampa con dos vías, una reservada para vagones con carga completa y la segunda utilizada por vagones con carga parcial. La línea utilizada por los vagones parcialmente cargados se conocía como la pista de "lastre" y tenía un tope colocado en la parte inferior. La distancia desde la parte superior de la pendiente hasta la parada era la misma que la distancia que los vagones completamente cargados necesitaban recorrer. Los vagones vacíos eran arrastrados pendiente arriba, contrarrestados por los vagones de lastre descendentes. Estos vagones vacíos eran reemplazados por vagones completamente cargados, listos para descender. Los vagones cargados descendentes a su vez hacían regresar los vagones de lastre a la parte superior de la pendiente. Una de las principales pendientes en Dinorwic tenía cuatro vías paralelas, dos operadas por el método de lastre y dos mediante el método de gravedad convencional.

### Tipos

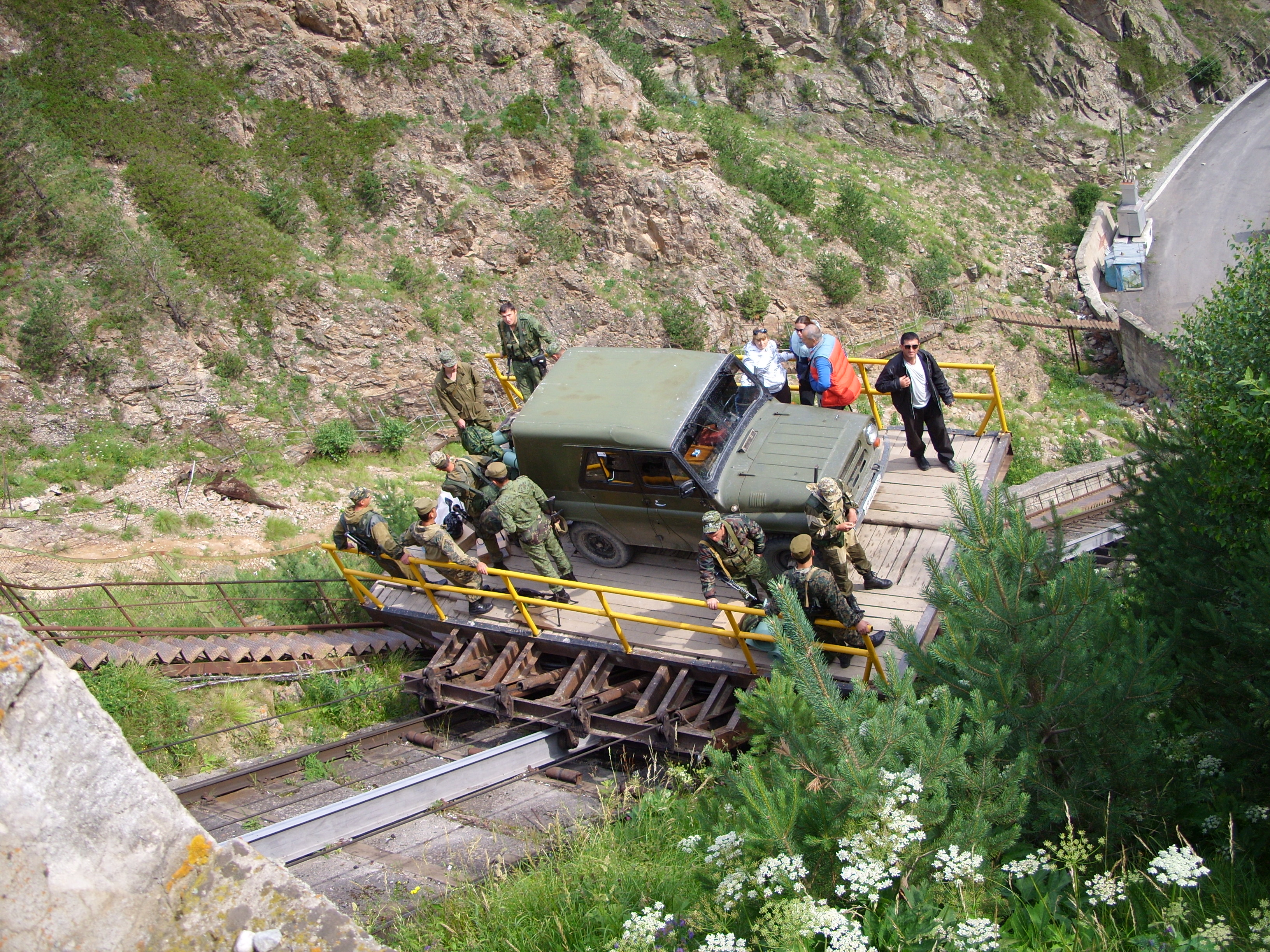
Motor de un sistema de cable, en el desfiladero de Adyr-Su (Cáucaso, Rusia)

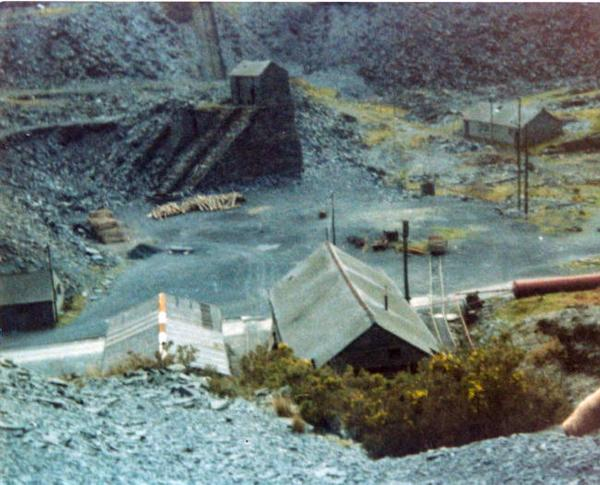
Cantera de pizarra Aberllefenni. Plano inclinado dotado de cables, contrapesado por agua (al fondo)

Las rampas se clasifican según la fuente de energía utilizada para enrollar el cable. 

#### Motor estacionario
Un motor estacionario impulsa el tambor de bobinado de un cabrestante que arrastra los vagones hasta la parte superior del plano inclinado, y que además puede proporcionar frenado para las cargas descendentes. Se requiere una sola pista y una línea de cable para este tipo de tracción. El motor estacionario puede ser un motor de vapor o de combustión interna, o bien una rueda hidráulica. 

#### Contrapesado por gravedad
En un sistema de equilibrio por gravedad, se emplean dos vías paralelas, con trenes ascendentes en una y trenes descendentes en la vía adyacente. Se conecta un solo cable a ambos trenes, enrollado alrededor de un tambor en la parte superior de la pendiente para proporcionar el frenado. El peso de los vagones descendentes cargados se utiliza para levantar los vagones vacíos ascendentes.
Esta forma de ferrocarril por cable solo se puede usar para mover cargas cuesta abajo. Requiere un espacio más amplio que una rampa impulsada por un sistema de cables motorizado, pero tiene la ventaja de no requerir energía externa y, por lo tanto, su coste de operación es más barato. 

#### Rampas trwnc
Una variación de las rampas por gravedad fue el plano inclinado trwnc, utilizado en las canteras de pizarra del norte de Gales, especialmente en la cantera Dinorwic y varias en Blaenau Ffestiniog. En estas rampas, también operadas por gravedad, en lugar de que los vagones recorrieran el plano inclinado sobre sus propias ruedas, se usaron plataformas angulares sobre ruedas (unidas permanentemente al sistema de cables) que tenían una plataforma horizontal sobre la cual viajaban los vagones de la mina de pizarra.

#### Contrapesado mediante agua
Esta es una variante de las rampas por gravedad, que se puede usar para mover cargas cuesta arriba. Un depósito de agua unido al tren descendente se llena con agua hasta que el peso combinado del depósito lleno y el tren es mayor que el peso del tren cargado que se transportará cuesta arriba. El agua se transporta en un vagón de agua adicional unido al tren descendente, o se transporta debajo de la plataforma en la que se sitúa el tren vacío. Este tipo de rampas está especialmente asociada con las canteras de pizarra de Aberllefenni, suministradoras del Ferrocarril de Corris.
Esta forma de plano inclinado tiene las ventajas de un sistema de contrapesado por gravedad, con la capacidad adicional de transportar cargas cuesta arriba. Solo es práctico cuando hay un gran suministro de agua disponible en la parte superior de la pendiente. Un ejemplo de este tipo es el tren de paajeros remolcado por cable del Ferrocarril de Lynton y Lynmouth Cliff. 

#### Transporte de locomotoras
Una forma poco común de ferrocarril por cable utiliza locomotoras equipadas con un cabrestante para accionar el cable. Con el cable o la cadena unidos a los vagones de los que se va a tirar, la locomotora estacionada recoge el cable y sube la pendiente por su propia fuerza. Cuando el cable está casi en toda su extensión, o cuando se alcanza la cima, la locomotora se sujeta a los rieles y el cable se enrolla.
En una forma más simple, el cable está conectado a una locomotora, generalmente en el extremo superior de la pendiente. La locomotora se aleja de la cabeza de la pendiente, arrastrando los vagones por el plano inclinado. La locomotora en sí no viaja por la sección del plano inclinado. Un ejemplo de este tipo se conserva en el Museo Amberley Chalk Pits. Este sistema se usaba generalmente para superar una rampa provisional, donde resultaba demasiado caro instalar un cabrestante con un motor estacionario. Se emplea de manera similar para operaciones de recuperación, cuando el material rodante descarrilado debe transportarse de regreso a la vía. 

## Ferrocarriles de cable no inclinados
Si bien la mayoría de los ferrocarriles por cable movieron trenes sobre pendientes pronunciadas, hay ejemplos que no las tenían. El metro de Glasgow fue impulsado por cables desde su apertura en 1896 hasta que se dotó de energía eléctrica en 1935. 

## Ferrocarriles por cable híbridos
Existen algunos ejemplos de arrastre mediante cables que se utilizan en ferrocarriles convencionales para ayudar a las locomotoras en pendientes pronunciadas. La rampa de Cowlairs fue un ejemplo de este tipo, con un cable continuo utilizado en esta sección desde 1842 hasta 1908. La sección central del Ferrocarril Erkrath-Hochdahl en Alemania (1841-1926) tenía un plano inclinado donde los trenes eran asistidos por un cable desde un motor estacionario, y posteriormente otro motor funcionando en una segunda vía. La diferencia de altura era de 82 metros sobre una longitud de 2,5 kilómetros (1845-1926). 

## Ejemplos
- La rampa de Denniston (1879-1967), al norte de Brunner, Nueva Zelanda, era operada por gravedad. Descendía 518 metros en una distancia de 1670 metros, separados en dos planos, y durante su vida útil transportó 13 millones de toneladas de carbón.[12]
- El Ferrocarril del Valle de Yosemite operó un ferrocarril por cable en Incline, California.
- La rampa de Duquesne en Pittsburgh, Pensilvania, se completó en 1877 y tiene 244 m de largo y 122 m de alto.
- El Plano Inclinado de Johnstown, en Johnstown, Pensilvania, se completó en 1891 después de la Gran Inundación de Johnstown de 1889. Apodado el "Plano inclinado vehicular más empinado del mundo", tiene 273 m de largo y asciende 153 m desde el valle de la ciudad hasta la cima de Westmont, con una pendiente del 70,9 por ciento.
- El Ferrocarril de São Paulo en Brasil empleó una serie de cinco rampas para conectar la ciudad portuaria de Santos con Rio Grande da Serra, ascendiendo 800 m en 11 km.[13]
- El Cabletrén de Petare en Venezuela forma parte del sistema Metro de Caracas y es un vehículo completamente automático conformado por 4 vagones, es el único en funcionamiento en Latinoamérica y funciona desde el año 2013.

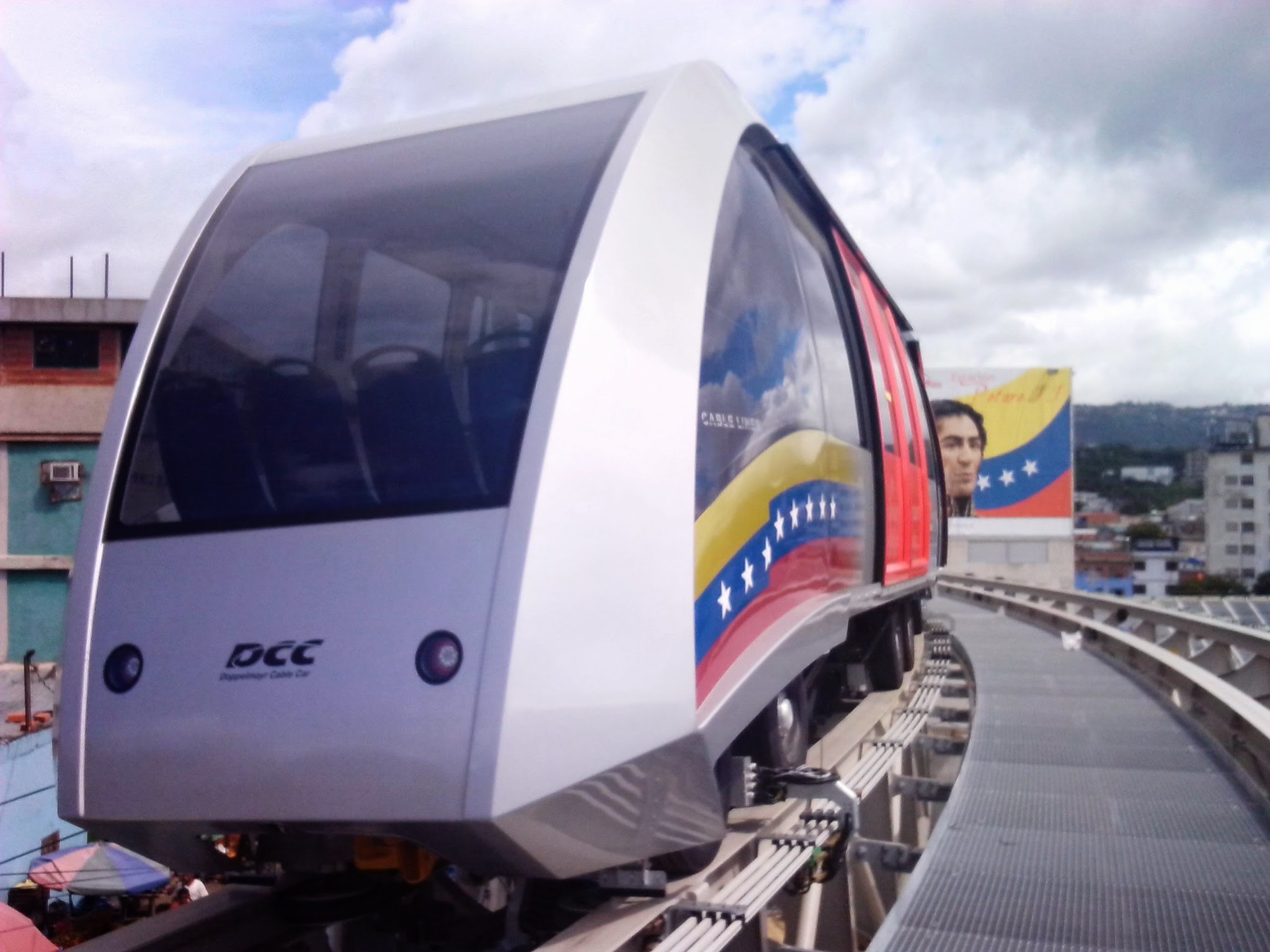
El Cabletrén presta servicio comercial en la Ciudad de Caracas, Venezuela, desde el año 2013, como parte del sistema Metro de Caracas.
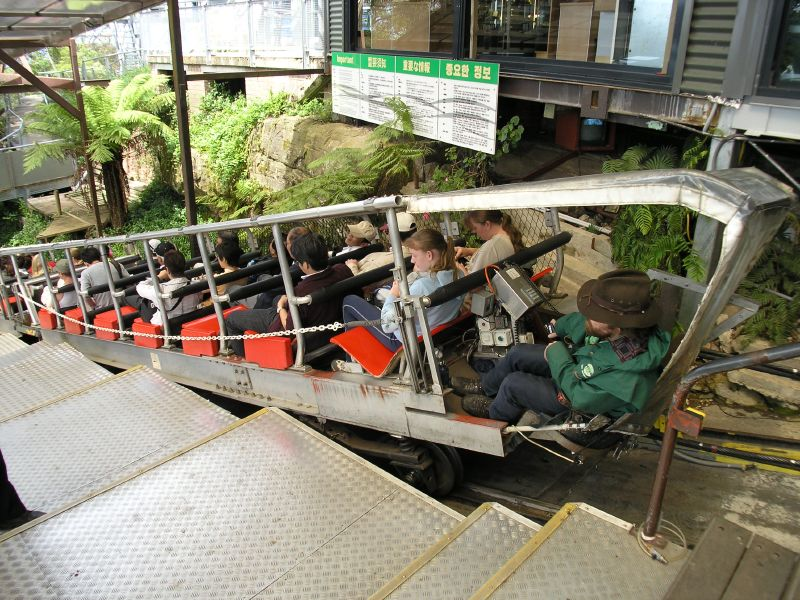
El Katoomba Scenic Railway, que originalmente transportaba carbón
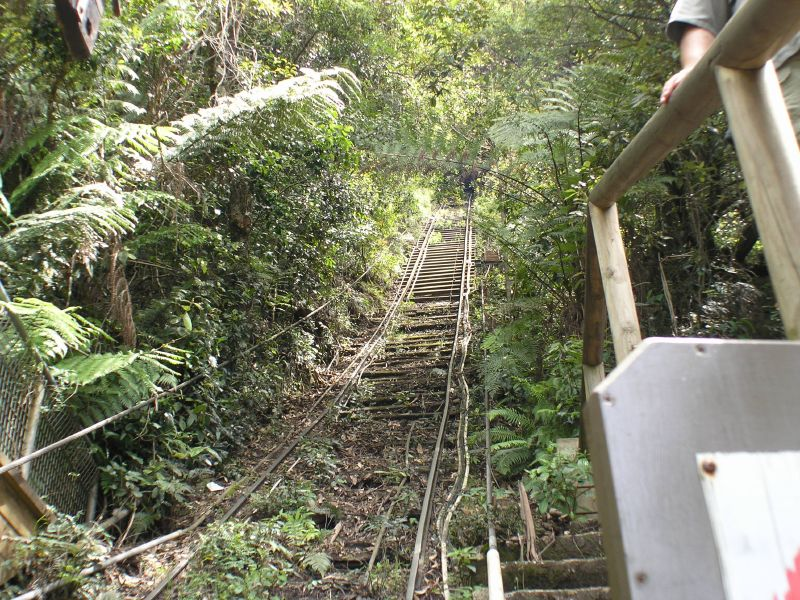
La vía, con un ángulo de 52°
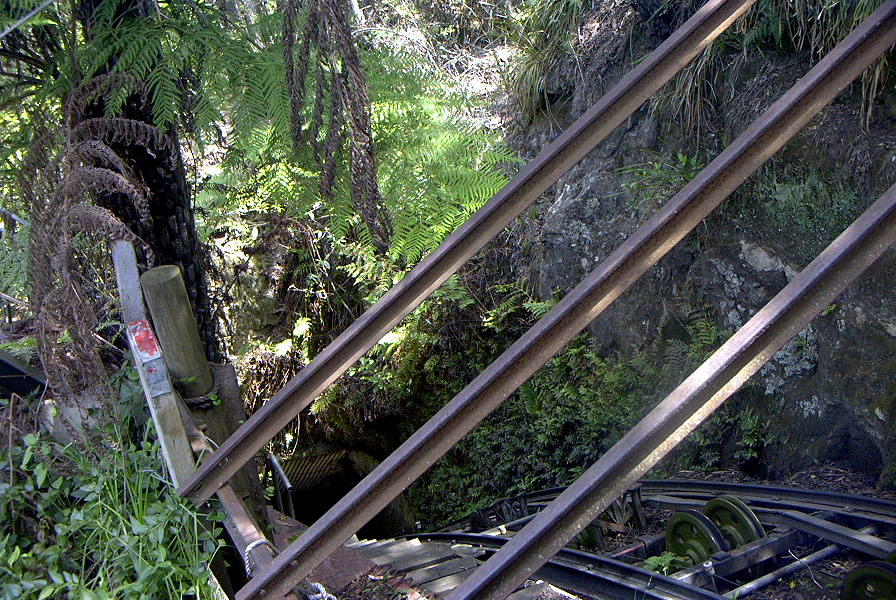
El Katoomba Scenic Railway descendiendo al fondo del valle
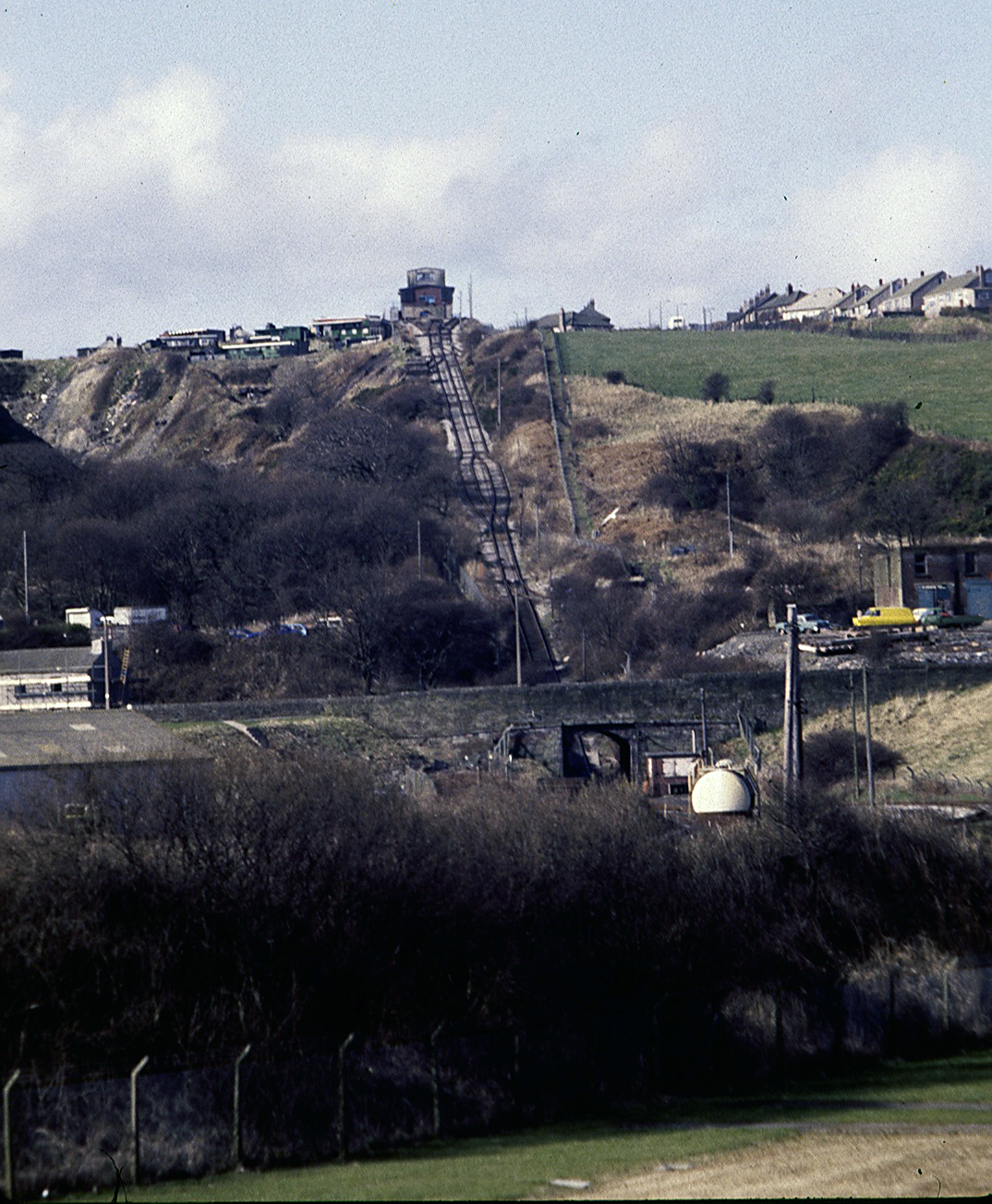
El "Corkicle Brake", Whitehaven 1881-1986: la última pendiente comercial con cable en el Reino Unido